# جیمز کمپبل (بازیکن فوتبال اهل انگلستان)
جیمز کمپبل (انگلیسی: James Campbell؛ زادهٔ) بازیکن فوتبال اهل بریتانیا است.
از باشگاه‌هایی که در آن بازی کرده‌است می‌توان به باشگاه فوتبال هادرزفیلد تاون اشاره کرد.